# Szfinx nemzetközi repülőtér
Az Egyiptom repülőtér (IATA: SPX, ICAO: HESX) nemzetközi repülőtér Egyiptomban, Kairó közelében. Éves utasforgalma 224 fő .

## Futópályák
A repülőtér futópályái:
- 16R/34L (3650 m, aszfalt)

## Forgalom
Az utasforgalom az elmúlt években az alábbi módon változott:
| Utasok száma |      | 1490 | 4861 | 449  | 8614 |
|              | 2018 | 2019 | 2020 | 2021 | 2022 |

## Légitársaságok és úticélok
2023-ban a Szfinx nemzetközi repülőtérről az alábbi járatok indulnak:
| Légitársaság    | Célállomások                                                      |
| --------------- | ----------------------------------------------------------------- |
| Air Arabia      | Sharjah (kezdődik 2023 december 6-tól)                            |
| Air Cairo       | Amman–Queen Alia, Jeddah, Medina, Riyadh                          |
| Condor          | Szezonális: Frankfurt                                             |
| easyJet         | Berlin (kezdődik 2023 december 17-től), London–Luton              |
| flydubai        | Dubai–International                                               |
| flynas          | Jeddah, Riyadh                                                    |
| Jazeera Airways | Kuwait City                                                       |
| Wizz Air        | Abu Dhabi, Budapest, London–Luton, Milan–Malpensa, Róma–Fiumicino |